# William Branham

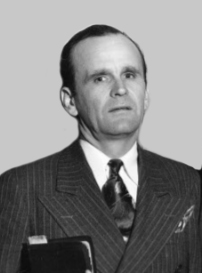
William Branham

William Marrion Branham (Kentucky, 6 april 1909 – Friona, Texas, 24 december 1965) was een invloedrijke Amerikaanse Bijbelleraar en wordt door sommigen gezien als een van degenen die verantwoordelijk was voor het ontstaan van de Latter Rain Movement. Branham wordt door velen ook beschouwd als een van de voorlopers van de genezingsbeweging die in de jaren 50 en 60 massaal zou opkomen.

## Levensloop
Branham was de oudste in een gezin van negen kinderen. Zijn vader was een voormalig alcoholist.
Branham beweerde vanaf zijn jeugd bovennatuurlijke ervaringen te hebben, waaronder profetische visioenen. Een bepalend moment was toen hij op jonge leeftijd zei een engel te hebben gezien, die hem vertelde dat hij nooit moest drinken, roken of zijn lichaam op enigerlei wijze vergiftigen. Toen hij na een tentsamenkomst in 1933 een doopdienst had, zou een stem uit de hemel hebben geklonken die zei dat, zoals Johannes de Doper de eerste komst van Jezus Christus had aangekondigd, Branham gezonden was om de boodschap van de tweede komst aan te kondigen. Hiervan zouden anderen getuige zijn geweest.
Branhams ouders waren in naam rooms-katholiek, maar veel aandacht besteedden ze er niet aan. Branham zou voor zijn bekering carrière als bokser hebben gemaakt en vijftien gevechten hebben gewonnen. In de jaren twintig had hij een bekeringservaring, en werd later assistent-voorganger bij de plaatselijke baptistenkerk. Na een verschil van mening met de senior-voorganger over het recht van vrouwen om te mogen preken, begon hij zijn eigen samenkomsten.
In mei 1946 beweerde Branham dat hij van een engel opdracht had ontvangen om een publieke bediening van evangelisatie en gebedsgenezing te beginnen. Hieruit kwam een opwekking voort die resulteerde in een wereldwijde gebedsgenezingsbeweging.
In 1948 werd begonnen met het uitgeven van het blad The Voice of Healing, waarin veel aandacht werd besteed aan Branhams campagnes en die van andere gebedsgenezers. Branham begon ook in het buitenland te spreken. In Durban, in Zuid-Afrika, bezochten naar schatting honderdduizenden de samenkomsten. Een gedetailleerd verslag van de samenkomsten in Zuid-Afrika kan worden gevonden in Julius Stadsklevs boek Een profeet bezoekt Zuid-Afrika uit 1952.
Gedurende de opwekkingsdiensten in de jaren vijftig en zestig zouden velen door hem genezen zijn, onder wie het Amerikaanse congreslid Upshaw. Ook beïnvloedde hij andere beroemd geworden gebedsgenezers, zoals Thomas Lee Osborn.
Branham was omstreden, onder andere vanwege de visioenen die hij zei te hebben. In 1950 werd een foto gemaakt waarop Branham met een soort aureool boven zijn hoofd te zien was. De foto werd gemaakt tijdens een debat over de Bijbelse onderbouwing van gebedsgenezing. De foto werd onderzocht door George J. Lacy, een onderzoeker van omstreden documenten, die tot de conclusie kwam dat er niet met het origineel was geknoeid.
In de loop van de jaren zestig raakte Branham in opspraak, omdat hij beweerde dat de theologie van de drie-eenheid, zoals in de meeste kerken werd uitgedragen, geen Bijbelse basis had. Hij nam echter ook afstand van de theologie van de Oneness-beweging, een unitaristische stroming binnen de pinksterbeweging. Hij leerde dat er één God was, die zich op verschillende manieren manifesteerde. Branham leerde dat de waterdoop in de Naam van de Here Jezus Christus moest gebeuren zonder gebruikmaking van de titels van 'de Vader, de Zoon en de Heilige Geest'. Branham verwees hiervoor naar de opdracht van Jezus in Matteüs 28 en de uitleg van Petrus daarvan in Handelingen 2:38.
Daarnaast leerde hij bijvoorbeeld dat Kaïn niet een zoon was van Adam, maar het resultaat was van seksuele gemeenschap tussen Eva en de slang in het paradijs uit het Bijbelboek Genesis. Volgens Branham leerde de Bijbel dat de slang in het paradijs een ander wezen was dan de slang die we vandaag kennen. De slang werd na de zondeval vervloekt door God om op zijn buik te gaan (Genesis 3:14), waaruit hij afleidde dat de slang een rechtopgaand wezen was. De slang was een listig dier, dat volgens de Bijbel zelfs kon spreken met de vrouw (Eva). Branham gebruikte ook 1 Johannes 3:12 als onderbouwing. Daar staat: "Niet gelijk Kaïn, die uit den boze was..." (Statenvertaling).
William Branham overleed op 56-jarige leeftijd na een frontale aanrijding met een tegenligger.
Vandaag de dag zijn er wereldwijd vele groepen die geloven in de boodschap die Branham uitdroeg. Ze geloven dat de Bijbel de komst van een profeet beloofde, voor de tweede komst van Jezus Christus. De bediening van Branham zou zijn bedoeld om de 'Christelijke Bruid' (de kerk) gereed te maken voor de komst van de 'Bruidegom' (Jezus Christus).